# Hawkenbury
Hawkenbury – wieś w Anglii, w hrabstwie Kent, w dystrykcie Tunbridge Wells. Leży 25 km na południowy zachód od miasta Maidstone i 52 km na południowy wschód od centrum Londynu.